# Hendeola bullata
Hendeola bullata är en spindeldjursart. Hendeola bullata ingår i släktet Hendeola och familjen Triaenonychidae.

## Underarter
Arten delas in i följande underarter:
- H. b. bullata
- H. b. pterna